# Теорема Меньшова
Теорема Меньшова — теорема математического анализа, доказанная в 1941 году советским математиком Д. Е. Меньшовым.
Она утверждает, что любую интегрируемую периодическую функцию можно «немного подправить» так, чтобы её ряд Фурье сходился к ней равномерно. Впоследствии было найдено несколько более простых доказательств этой теоремы.

## Формулировка
Пусть {\displaystyle f(x)} — измеримая, конечная почти всюду функция, заданная на отрезке 
{\displaystyle [-\pi ,\pi ]}, и {\displaystyle \varepsilon >0}. Тогда существуют такая функция {\displaystyle G(x)} и такое измеримое подмножество отрезка {\displaystyle \Omega }, что:
1. {\displaystyle mes\Omega >2\pi -\varepsilon };
2. {\displaystyle G(x)=f(x)} на множестве {\displaystyle \Omega };
3. Ряд Фурье функции {\displaystyle G(x)} сходится к ней равномерно на всем отрезке.